# Lertha sofiae
Lertha sofiae är en insektsart som beskrevs av Monserrat 1988. Lertha sofiae ingår i släktet Lertha och familjen Nemopteridae. Inga underarter finns listade i Catalogue of Life.